# Yund Filastin

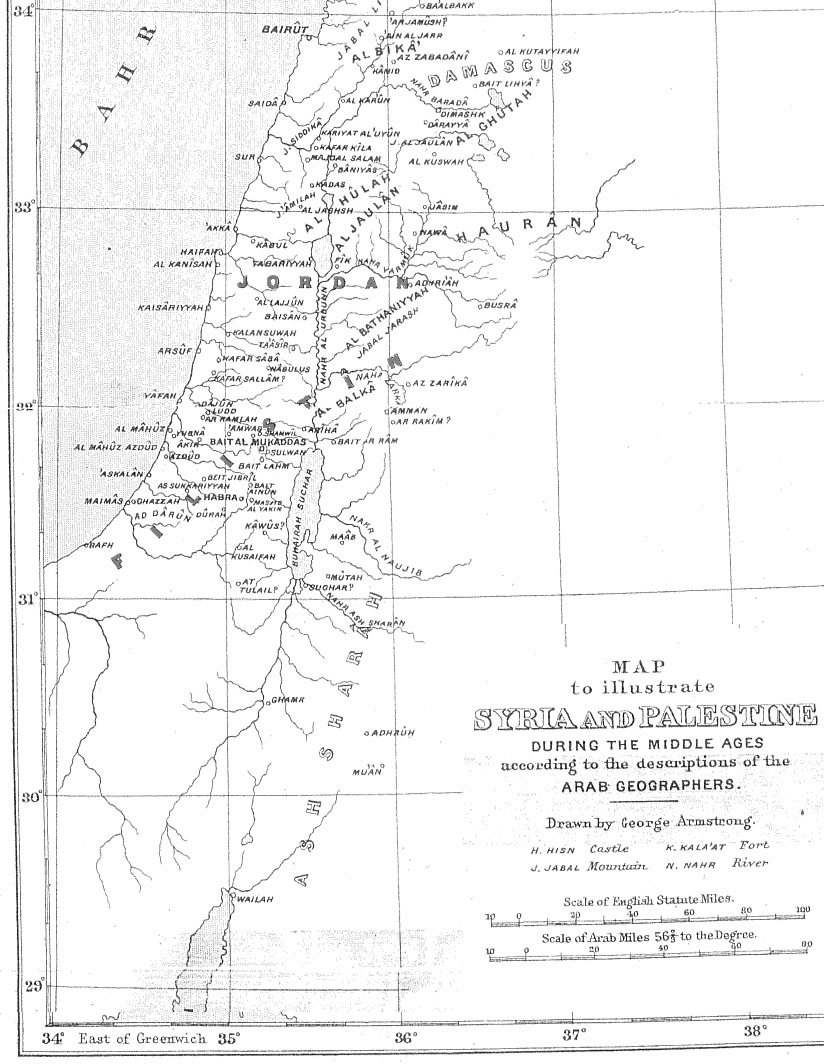
Mapa de Palestina durante la Edad Media (650 a. C. - 1500) según la descripción de geógrafos árabes. Dibujado por Geo. Armstrong en Palestina bajo los musulmanes.

Yund Filastin (en árabe جند فلسطين, Distrito militar de Palestina) fue una de las cuatro subprovincias en que los califatos omeya y abasí dividieron Bilād ash-Shām (Siria) tras la conquista árabe del Levante mediterráneo en el año 630. Esta organización duró hasta las invasiones selyúcidas y las Cruzadas de finales del siglo XI. Ocupaba la zona situada al sur de Afula e Irbid, entre el Sinaí y la llanura de Acre, e incluía las ciudades de Nablus, Jerusalén, Jaffa, Hebrón, Beit Jibrin, Ramala y Gaza, pero excluía la Galilea. 
Bajo los omeyas y los abasíes su capital estaba en Lod, pero Jerusalén se convirtió en el centro administrativo durante el reinado de los fatimíes. En 691, el califa Abd al-Malik ordenó la construcción en Jerusalén de una mezquita sobre la roca que los musulmanes identifican con el punto desde el cual Mahoma ascendió a los cielos para reunirse con Alá. Recibió el nombre de Qubbat as-Sajra, Cúpula de la Roca. Walid I construyó diez años después la mezquita de Al-Aqsa. Los abasíes continuaron engrandeciendo los lugares santos de Jerusalén, y fortificaron las áreas costeras, como Jaffa y Cesárea.
Los omeyas concedieron a cristianos y judíos el título de gente del Libro, para subrayar las raíces monoteísticas comunes que compartían con el islam, sujetos a una legislación especial. 
Los fatimíes invadieron Palestina desde Egipto, y continuaron engrandeciendo diversas ciudades, entre ellas Jerusalén y Nablus. En el siglo XI la división en yunds comenzó a deshacerse; en 1071 los selyúcidas conquistaron Jerusalén, y Malik Shah I creó varios sultanatos, pasando Yund Filastin y su vecina, Yund al-Urdunn (literalmente Distrito militar del Jordán, situado al norte y al este de Filastin y que incluía las ciudades de Acre, Beit She'an y Tiberíades), a formar parte del sultanato de Siria (1078-1117).